# Cichlasoma araguaiense
Cichlasoma araguaiense är en fiskart som beskrevs av Kullander, 1983. Cichlasoma araguaiense ingår i släktet Cichlasoma och familjen Cichlidae. Inga underarter finns listade i Catalogue of Life.